# Elektrizitätswerk Sachsen-Anhalt

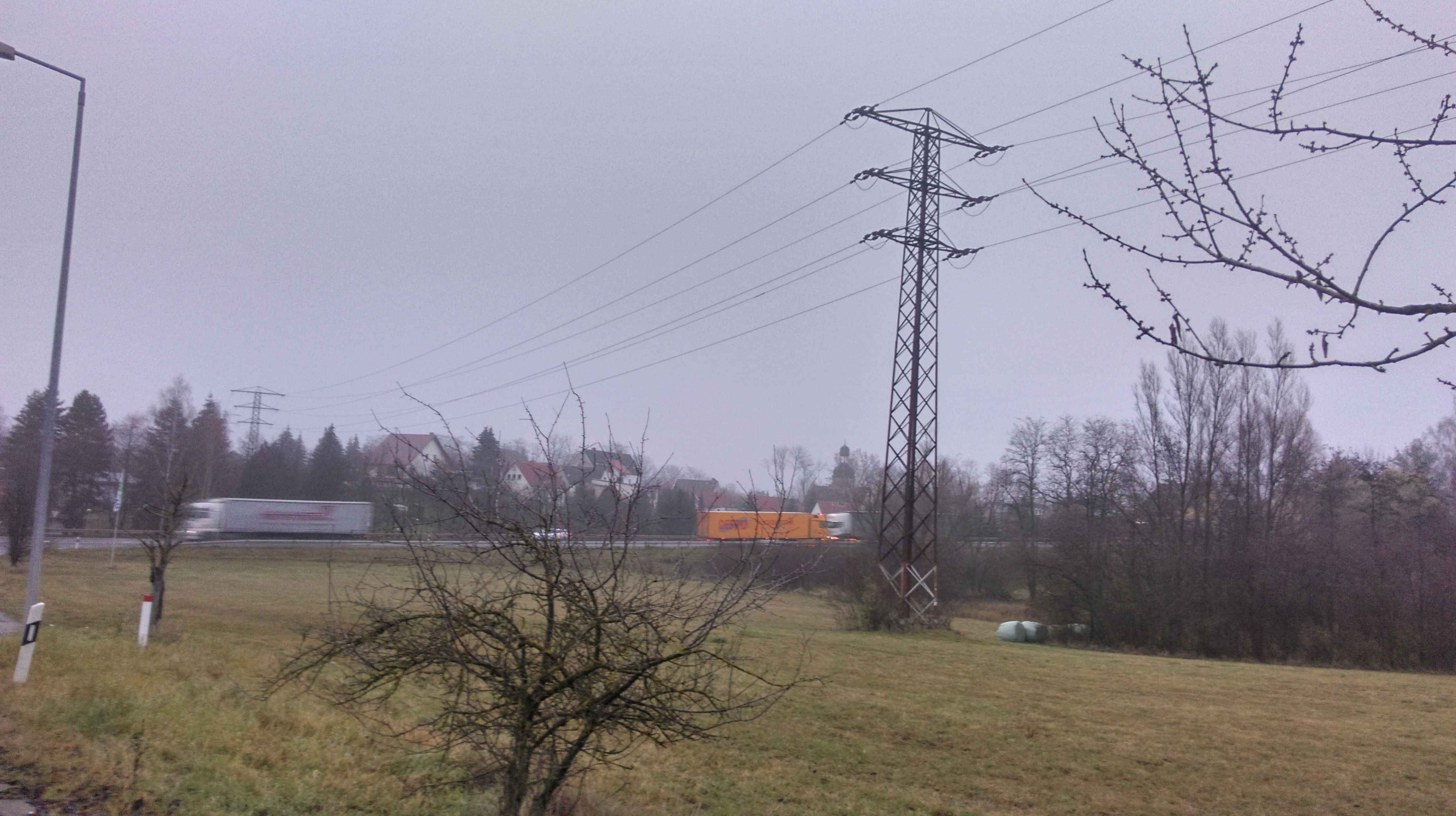
Tannenbaummasten, bei denen sich die Traversen nach unten verjüngen, waren die typische Bauform des ESAG. Bei Deuben.

Die Elektrizitätswerk Sachsen-Anhalt AG (kurz: ESAG) ist ein ehemaliges Energieversorgungsunternehmen (EVU), das in der ersten Hälfte des 20. Jahrhunderts zu den vier führenden EVU auf dem Gebiet der späteren DDR gehörte.
Der Stammsitz des Unternehmens lag in Mitteldeutschland in Halle an der Saale. Von hier aus baute die ESAG ihr Versorgungsgebiet auf, welches den Westen der Provinz Sachsen und des Freistaates Anhalt sowie weitere Gebiete umfasste (also weit mehr als das heutige Land Sachsen-Anhalt).

## Geschichte
Das 1917 von der Deutschen Continental-Gesellschaft und dem Provinzialverband Sachsen gegründete Unternehmen trug durch den Aufbau von Stromerzeugungs- und -übertragungskapazitäten maßgeblich zur Elektrifizierung Mitteldeutschlands bei. Unter anderem errichtete die ESAG 1920 das Kraftwerk Großkayna in Braunsbedra-Großkayna.
Ab 1922 waren auch die reichseigenen Elektrowerke an der ESAG beteiligt, die gleichzeitig Stromlieferant für die ESAG waren. Gemeinsam mit den Elektrowerken betrieb die ESAG mit dem Kraftwerk Zschornewitz eines der ersten Großkraftwerke in Mitteldeutschland.
Die ESAG endete 1946 nach dem Zweiten Weltkrieg unter der SMAD durch Umwandlung zum „Volkseigentum“ und Eingliederung in die Planwirtschaft der DDR. Die verschiedenen Anlagen (Kraftwerke, Schalt- und Umspannwerke, Leitungen, …) wurden verschiedenen Volkseigenen Betrieben bzw. Kombinaten zugeordnet.